# Tricellaria gracilis
Tricellaria gracilis är en mossdjursart som först beskrevs av van Beneden 1848.  Tricellaria gracilis ingår i släktet Tricellaria och familjen Candidae. Utöver nominatformen finns också underarten T. g. inermis.